# Henryk Kulczyk
Henryk Kulczyk ps. Paweł (ur. 26 czerwca 1925 w Wałdowie, zm. 19 lutego 2013 w Poznaniu) – polski przedsiębiorca, filantrop, działacz społeczny, żołnierz Armii Krajowej i działacz polonijny w Niemczech. Ojciec Jana Kulczyka (1950–2015).

## Życiorys

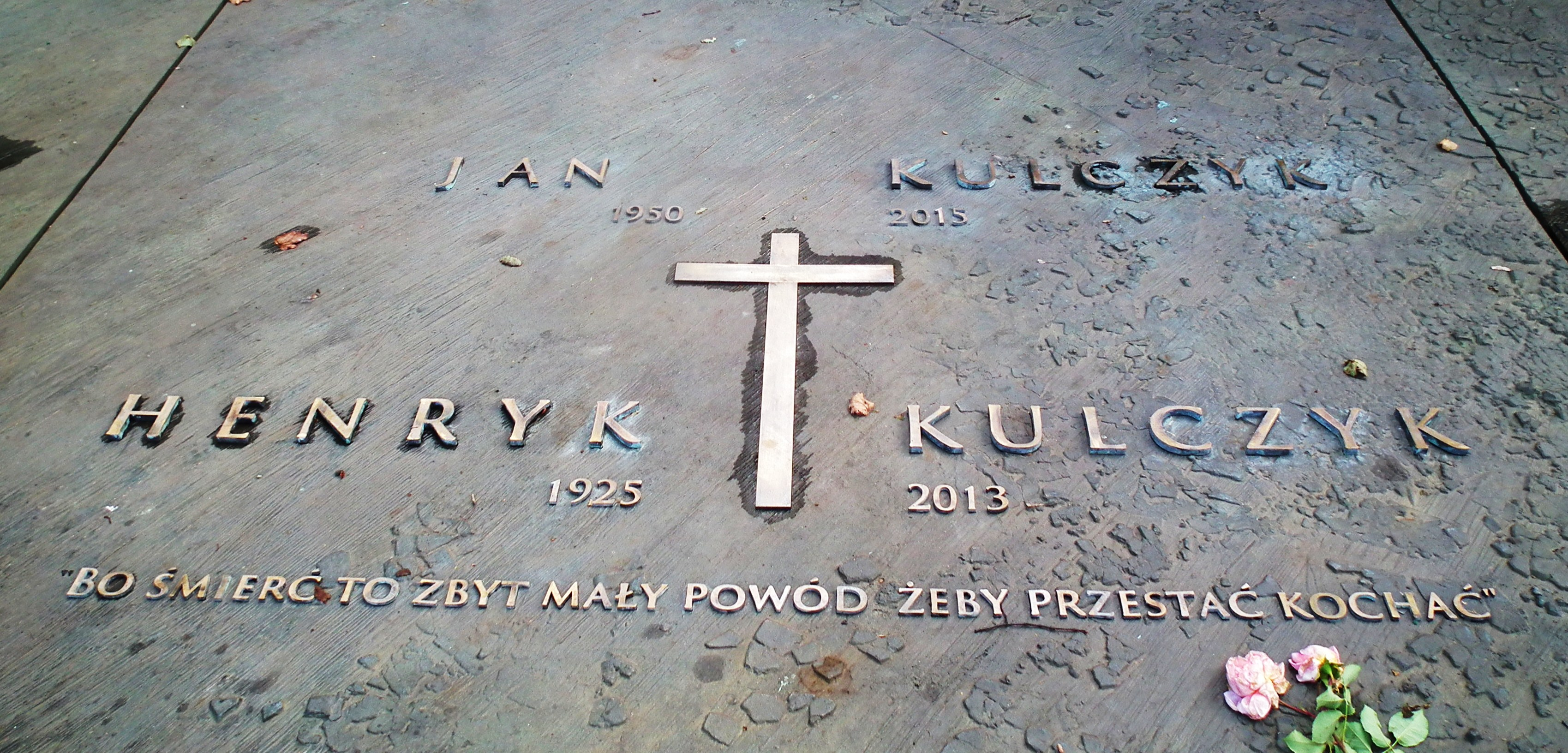
Miejsce pochówku Henryka Kulczyka i jego syna Jana.

Urodził się 26 czerwca 1925 w Wałdowie na Krajnie w rodzinie kupca, działacza społecznego i samorządowego Władysława Kulczyka nazywanego przez Niemców „Królem Polaków”. Po ukończeniu szkoły podstawowej w Wałdowie, uczęszczał do gimnazjum w Tucholi. Po wojnie założył pierwszą firmę i równocześnie studiował na Wydziale Prawno-Ekonomicznym w Toruniu. W 1951 jego przedsiębiorstwo zostało upaństwowione. Po wydarzeniach Poznańskiego Czerwca wyjechał na stałe do Republiki Federalnej Niemiec, gdzie założył przedsiębiorstwo „Kulczyk Außenhandelsgesellschaft mbH” i został przedstawicielem amerykańskiego koncernu kontenerowego „SEA-LAND”. Założył i przez wiele lat był prezesem Klubu Polonijnych Kupców i Przemysłowców w Niemczech i Berlinie Zachodnim.
W maju 2008 został Honorowym Obywatelem Wałdowa w dowód wdzięczności za wieloletnie wsparcie lokalnej społeczności.
Zmarł 19 lutego 2013 w Poznaniu w wieku 87 lat. 2 marca 2013 został pochowany na zabytkowym cmentarzu Jeżyckim w Poznaniu.

## Odznaczenia
- Krzyż Komandorski Orderu Zasługi RP za wybitne zasługi w rozwoju polonijnego ruchu gospodarczego oraz wszechstronną współpracę tego środowiska z krajem[6]
- Krzyż Komandorski Orderu Odrodzenia Polski od generała Wojciecha Jaruzelskiego[7]
- Order Berliński Zasługi (przyznany przez Senat Berlina Zachodniego za działalność na rzecz stosunków polsko-niemieckich)[2]
- złoty medal „Labor Omnia Vincit” (2011) za zasługi dla rozwoju nowoczesnego polskiego kupiectwa, kształtowania stosunków gospodarczych z naszym zachodnim sąsiadem oraz za działalność charytatywną[2]

## Życie prywatne
Ojciec Jana Kulczyka. Dziadek Dominiki Kulczyk (ur. 1977) i Sebastiana Kulczyka (ur. 1980). Jego prawnukami są Jeremi Lubomirski-Lanckoroński (ur. 2004) i Weronika Lubomirska-Lanckorońska (ur. 2008).